# Renato Donazzon
Renato Donazzon (Mansuè, 31 maggio 1940 – Mansuè, 18 ottobre 2014) è stato un politico italiano.

## Biografia
Operaio e sindacalista della Fiom-CGIL attivo nel trevigiano dagli anni Sessanta, è iscritto al Partito Comunista Italiano fin dalla giovane età.
Nel 1970 viene eletto al Consiglio regionale del Veneto nelle liste del PCI ed è poi riconfermato nel 1975. Terminato l'incarico in Regione, dal 1980 al 1983 ha diretto la Confederazione Nazionale dell'Artigianato (Cna) di Treviso.
Viene eletto alla Camera dei deputati nelle file del PCI nel 1983. Intanto dal 1985 al 1990 è anche consigliere comunale a Conegliano Veneto. È poi rieletto alla Camera alle elezioni politiche del 1987. Dopo la svolta della Bolognina aderisce al Partito Democratico della Sinistra; conclude il proprio mandato parlamentare nel 1992.
Nel 2000 ha pubblicato un libro, dal titolo Racconti - Gli anni del cambiamento. Si è spento a 74 anni, nell'autunno del 2014.